# Штейндорф, Георг
Георг Штейндорфф (нем. Georg Steindorff; 1861—1951) — немецкий египтолог; член Венгерской и Саксонской академий наук, член Германского археологического института.

## Биография
Георг Штейндорфф родился 12 ноября 1861 года в городе Дессау в еврейской семье. Сперва учился в Лейпцигском университете, а с 1881 года занимался в Берлинском университете египтологией под руководством Адольфа Эрмана, Генриха Карла Бругша и коптолога Людвига Штерна.
В 1884 году за диссертацию «Prolegomena zu einer Koptischen Nominalclasse» Штейндорфф получил степень доктора в Геттингенском университете.
Состоял при Берлинском университете приват-доцентом по египтологии, причем читал главным образом коптский язык; в то же время был одним из хранителей при музее. В 1893 году получил в Лейпциге кафедру Георга Эберса.
В 1902—1903 гг. производил археологические раскопки в Египте.
Один из самых известных его трудов — «Koptische Grammatik» (в коллекции «Porta linguarum Orientalium»); здесь Георг Штейндорфф сделал ещё шаг вперед после Л. Штерна в сторону филологической научности и лингвистических сближении коптского языка с древнеегипетским; в основу положен сахидский диалект.
После прихода к власти Гитлера, он, в марте 1939 года, успел эмигрировать со своей семьей в Соединённые Штаты Америки и избежать расправы. Его жена Элизе приходилась сестрой обществоведу Францу Оппенгеймеру.
Георг Штейндорфф умер 28 августа 1951 года в Северном Голливуде. Его именем назван Египетский музей Лейпцигского университета (нем. Ägyptisches Museum – Georg Steindorff – der Universität Leipzig).

## Избранная библиография
- «Koptische Grammatik»
- «Neue koptische Urkunden aus Theben. Koptische Bannbulle» («Aegypt. Zeitschr.», 1891—1892).
- «Prolegomena zu einer Koptischen Nominalclasse» (1884).
- «Neue Koptische Urkunden aus Theben; Grabfunde des mittlern Reichs in den königlichen Museen in Berlin» (1897—1901).
- «Das Kunstgewerbe im alten Aegypten» (1898).
- «Die Apokalypse Elias» (1898).
- «Die Blütezeit des Pharaonenreichs» (1900).
- «Das altägypt. Alphabet und seine Umschreibung. D. Blützeit des Pharaonenreiches» (1901).
- «Durch die Libysche zur Amonsoase» (1903).